# 書院駅 (上海市)
書院駅（しょいんえき）は、中華人民共和国上海市浦東新区臨港大道に位置する上海軌道交通16号線の駅。

## 歴史
- 2013年12月29日：開業[1][2]。

## 駅構造
単式ホーム1面1線と島式ホーム1面2線、合計2面3線のホームを持つ高架駅である。通常時は、島式ホーム北側の1線と単式ホームの1線のみで乗降を行い、島式ホーム南側の1線は留置線として使用されている。
なお当駅と隣の恵南東駅の間は約10.6km離れており、これは市域線を除いた上海地下鉄の路線において最も長い駅間距離となっている。

### のりば
| 番線 | 路線     | 行先       |
| ---- | -------- | ---------- |
|      | ■ 16号線 | 竜陽路方面 |
|      | ■ 16号線 | 留置線     |
|      | ■ 16号線 | 滴水湖方面 |

（出典：上海地下鉄:书院站站层图）

## 駅周辺
- 書院鎮（中国語版）

## 隣の駅
上海軌道交通
■ 16号線
大駅車・直達車
通過
各駅停車
恵南東駅 - 書院駅 - 臨港大道駅